# Sea Diallo
Pour les articles homonymes, voir Diallo.
Sea Diallo, né au Sénégal le 26 juillet 1958 à Thiès et mort le 2 février 2025 à Dakar,, est un artiste plasticien sénégalais qui associe les techniques traditionnelles de la peinture sous verre sénégalaise et celles du collage. Comme Serigne Ndiaye et Anta Germaine Gaye, on peut le rattacher à la deuxième génération de l'« École de Dakar ». Il est résident au Village des Arts de Dakar.
En 2020, la galerie nationale d'art lui consacre une rétrospective, revenant sur ses 31 ans de carrière (1989-2020).

## Sélection d'œuvres
- Pollution (sous-verre)
- Réchauffement des fonds sous-marins (sous-verre)
- Attitude - Rêverie (sous-verre)